# Sandawe jezik
Sandawe jezik (kisandawe, sandaui, sandaweeki, sandawi, sandwe; ISO 639-3: sad), jedan od 27 kojsanskih jezika kojim govori 40 000 pripadnika (2000) istoimenog plemena Sandawe iz tanzanijske regije Dodoma, između rijeka Bubu i Mponde.
Ima dva dijalekta, bisa i telha. Karakterizira ga kao i ostale kojsanske jezike pucketavi klik-glasovi. jezik je 2000-tih proučavala SIL-ova članica Helen Eaton.Pripadnici etničke grupe su lovci i sakupljači. 

## Vanjske poveznice
- Ethnologue (14th)
- Ethnologue (15th)